# Jörg Biallas
Jörg Biallas (* 7. Januar 1962 in Burgsteinfurt; † 9. Januar 2021 in Potsdam) war ein deutscher Journalist.

## Leben
Biallas wuchs in Witten auf und machte sein Abitur am dortigen Schiller-Gymnasium. In den frühen 1980er Jahren spielte Biallas Volleyball beim aufstrebenden Verein USC Münster, musste diese Laufbahn wegen einer Knieverletzung jedoch abbrechen.
Nach einem Volontariat bei den Westfälischen Nachrichten studierte er Japanologie, Journalistik sowie Sozial- und Wirtschaftsgeschichte an der Universität Hamburg. Daneben war er für den Hörfunk des NDR tätig. Im Fach Japanologie legte er 1992 mit der Arbeit Zur Frage der Kriegsverantwortung des Shôwa-Tenno: Der Herbst 1941 im Spiegel der wissenschaftlichen Debatte seinen Magister ab. 1996 kam er zur Mitteldeutschen Zeitung und arbeitete zunächst in der Lokalredaktion Artern, später als Ressortleiter in den Bereichen Reportage und Politik/Nachrichten und als Chef vom Dienst. Im Jahr 2005 wurde er als Nachfolger von Monika Zimmermann Chefredakteur der Zeitung gemeinsam mit Hans-Jürgen Greye.
Ab März 2011 war er Chefredakteur der vom Deutschen Bundestag herausgegebenen politischen Wochenzeitung Das Parlament und des Pressedienstes „heute im Bundestag“. Zudem war er Leiter des Referats Presse und Kommunikation 2 am deutschen Bundestag, zuletzt am Referat IK 5 – Parlamentsnachrichten (Innere Kommunikation).
Im Jahr 2014 engagierte er sich als Dozent des Masterstudiengangs Konvergenter Journalismus an der HMKW Hochschule für Medien, Kommunikation und Wirtschaft in Berlin.
Biallas war verheiratet und hatte zwei Töchter. Er starb im Alter von 59 Jahren in Potsdam an den Folgen einer Krankheit.